# Juris Viļums
Juris Viļums (łatg. Jurs Viļums; ur. 1982 w miejscowości Bukumuiža w okręgu Dagda) – łotewski polityk, samorządowiec i działacz społeczny łatgalskiego pochodzenia, były radny okręgu Dagda. W latach 2011–2018 i od 2022 poseł na Sejm Republiki Łotewskiej.

## Życiorys
W młodości kształcił się w szkole średniej w miejscowości Ezernieki. W 2004 ukończył ekonomiczne studia licencjackie w Łotewskim Uniwersytecie Rolniczym w Jełgawie, zaś w 2007 magisterskie z dziedziny zarządzania na Uniwersytecie Łotewskim.
Sprawował funkcję szefa projektów w Łatgalskiej Regionalnej Agencji Rozwoju. Zaangażował się w działalność Łatgalskiego Centrum Studenckiego (Latgolys Studentu centrs) oraz Stowarzyszenia na rzecz Postępowych Przemian im. Meierovicsa (Meierovica biedrība par progresīvām pārmaiņām).
W wyborach w 2009 został wybrany radnym okręgu Dagda z rekomendacji Stowarzyszenia na rzecz Innej Polityki. Został dyrektorem Wydziału Komunikacji i Kontaktów Społecznych. W wyborach w 2006 i 2010 bez powodzenia ubiegał się o mandat posła na Sejm IX i X kadencji z listy "Nowych Demokratów" i Jedności. W wyborach w 2011 został wybrany posłem na Sejm XI kadencji z rekomendacji Partii Reform Zatlersa. W wyborach w 2014 uzyskał reelekcję z listy Łotewskiego Zjednoczenia Regionów. W wyborach w 2018 nie został wybrany do Sejmu, zaś cztery lata później ponownie uzyskał mandat posła. Został przewodniczącym łotewsko-polskiej grupy parlamentarnej.
Stoi na czele Łatgalskiego Towarzystwa Kulturalnego.

## Odznaczenia
- Medal Rady Bałtyckiej – 2015[6]

## Źródło
- Juris Viļums. saeima.lv. [dostęp 2022-12-23]. (łot.).